# Евдокия (княгиня Болгарская)
Евдоки́я Авгу́ста Филиппи́на Клементи́на Мари́я (5 января 1898, София — 4 октября 1985, Фридрихсхафен) — княгиня, дочь царя Болгарии Фердинанда I и княгиня Марии Луизы, сестра царя Бориса III и князя Кирилла и золовка царицы Иоанны Савойской.

## Биография
Княгиня Евдокия родилась 5 января 1898 года. Когда Фердинанд I был свергнут, Евдокия и её сестра княгиня Надежда последовали за ним в родовое имение в Кобурге. Благодаря Александру Стамболийскому, который понимал, что молодому царю Борису слишком одиноко в Софии, обе княгини вернулись в Болгарию в 1922 году. Евдокия стала его самым близким доверенным лицом и советником.
Княгиня Евдокия была талантливой художницей и меценаткой. Она проектировала и изготавливала боевые знамёна дивизий и полков болгарской царской армии.
Была арестована после прихода коммунистов к власти, после чего последовали месяцы мучительных допросов и унижений, которые подорвали её здоровье.
В 1946 году, прежде чем покинуть страну вместе с другими оставшимися в живых членами царской семьи, подарила свою личную коллекцию народных костюмов, вышивки и украшений  Этнографическому музею.
Скончалась 4 октября 1985 года в санатории на Боденском озере.